# 山下聖良
山下 聖良（やました せいら、1993年〈平成5年〉7月16日）は、日本の女優、歌手。劇団ひまわり所属。
福島県白河市出身。身長164cm。O型。蟹座。2014年ライラックプロモーションに所属（藍乃　聖良）。その後フリー期間を経て、現在劇団ひまわりに所属。
2020年5月4日に iTunes Store、LINE Music、YouTube Music にてファーストシングル曲「明日へ」リリース。

## 来歴
福島県で誕生。高校時代までを福島県で過ごす。
幼少期から、クラシックバレエ、ピアノ、バトントワリング、よさこいを習う。
名前の由来は、「美少女戦士セーラームーン」から。
幼稚園教諭二種免許　保育士資格　秘書検定3級　を取得。
好きな食べ物は、ラーメン。

## 出演

### 舞台
2012年
- ニコミュ第3回アトリエ公演『女の平和』（池袋・シアターKASSAI、6月6日〜10日、全8公演）コリントスの女 役-Wキャスト、ペロポネソス組4公演に出演。籠城する女 役-デロス組4公演に出演。

2013年
- トウキョウ演劇倶楽部 プロデュース公演Vol.1齋藤ヤスカ主演『Live in toRAIN No.A-h』（新宿シアターモリエール、2月9日～17日）ミク 役。
- トウキョウ演劇倶楽部 プロデュース公演Vol.2　本郷奏多主演『Moonlight Rambler～月夜の散歩人～』（六本木・俳優座劇場、7月19日～22日、全6公演）（品川・きゅりあん小ホール、8月8日～11日、全7公演）アヤ 役。

2014年
- トウキョウ演劇倶楽部 プロデュース公演Vol.4 朗読劇『二人のロミオと、二人のジュリエット』（ザ☆キッチンNAKANO、1月17日〜19日、全6公演）キャピュレット夫人 役。
- FREE(S) プロデュース公演 STAGE×12 vol.10『ダル・セーニョ』（赤坂GENKI劇場、2月19日〜22日、全5公演）梓 役。
- ソラリネ。番外公演Vol.4『しゃっふる』（ギャラリー・ルデコ５、4月22日〜27日）タカバヤシ リカ＆マリカ役。
- ソラリネ。番外公演Vol.5『しゃっふる』（ギャラリー・ルデコ５、5月20日〜25日）ココロ 役。
- Air studioプロデュース『君死にたまふことなかれ』（AQUA studio、6月17日〜22日）雨宮しをり 役-トリプルキャスト。
- Air studioプロデュース『MOTHER〜特攻の母 鳥濱トメ物語〜』（小平市・ルネこだいら 大ホール、8月9日、全1公演）森要子 役。
- Air studioプロデュース『MOTHER〜特攻の母 鳥濱トメ物語〜』（新国立劇場 小劇場、9月19日〜21日、全6公演）森要子 役。
- 『赤星昇一郎×藍乃聖良 朗読イベント』（Reading Cafe ピカイチ、10月8日）『夢で逢えた（ら）』松井玲奈 役、『歳をとった鰐のはなし』若いワニ、東北弁のタコ 役。
- 『笹口騒音VSめのん おんがくVS演劇 笹ガールズVS澁谷桂一と女子のみんな！』（三鷹おんがくのじかん、10月26日）『夢で逢えた（ら）』松井玲奈 役 に出演。
- Air studioプロデュース『MOTHER〜特攻の母 鳥濱トメ物語〜』（鎌倉文化会館 大ホール、11月11日）森要子 役。（学校の演劇鑑賞のためのクローズド公演）
- ソラリネのユメ Vol.7『ふるこーす』（自由が丘ギャラリーサイズ、12月17日〜23日）ハシラタニ ミチル 役。

2015年
- 劇団ひまわり・ブルーシャトル プロデュース ミュージカル『雪の女王ーあなたに伝えたいー』東京公演（あうるすぽっと、9月21日〜27日）カレン 役-トリプルキャスト

2016年
- 劇団空間演人 プロデュース『蜘蛛の巣〜SPIDER'S WEB〜』（Air studio、2月18日〜22日）クラリサ・ヘイルシャム=ブラウン 役-トリプルキャスト
- 劇団空間演人 プロデュース『Juliet』（Air studio、4月27日〜5月2日）村井恵美 役-トリプルキャスト
- ミュージカル『ホス探へようこそ〜ザ・ファースト〜』（横浜O-SITE、6月22日〜26日、全8公演）ユキ 役。
- ミュージカル『ホス探へようこそ〜ザ・セカンド/アンチ・アレス〜』（横浜O-SITE、8月24日〜28日、全8公演）平口美奈子役。
- Air studioプロデュース『GO,JET!GO!GO!vol.7 ~そんなヒロシに騙されて~』（AQUA studio、10月21日〜30日）夏代 役-クアドラブルキャスト。

2017年
- 『ライブミュージカル「プリパラ」み〜んなにとどけ！プリズム☆ボイス2017』（Zeppブルーシアター六本木、1月26日〜29日、全8公演）アイドルダンサーズ メンバー役。
- シアターカンパニーSmash 音楽劇『御手洗さん』（シアター代官山、4月6日〜9日、全8公演）A班 目の見えぬ妾 役-Wキャスト 、AB班 アンサンブル 出演。
- Air studioプロデュース『GO,JET!GO!GO! PARADISE LIVE 3』（AQUA studio、8月10日〜20日）A班 桜 役 。
- ラ・セッテ×イヌッコロコラボ公演『まわれ！無敵のマーダーケース』（新宿サンモールスタジオ、10月12日〜22日）安藤さとみ 役-Wキャスト。

2018年
- FlyingTrip Vol.13公演　高橋健介主演『ウソトリドリ 』（あうるすぽっと、3月14日〜18日、全8公演）前島葵 役。
- 「ざ☆くりもん」第二十三回本公演『火消哀歌』（シアターグリーン BIG TREE THEATER、8月15日〜21日、全11公演）お文 役。
- シアター代官山プロデュース『ロミオとジュリエット』（シアター代官山、9月17日〜24日）A班 ジュリエット 役-トリプルキャスト 3公演、CD班 モンタギュー夫人 役-トリプルキャスト。
- ミュージカル『クリスマスキャロル』（東京キネマ倶楽部、12月12日〜16日、全9公演）堀江貴文主演作、孫娘パティ 役。

2019年
- アリスインプロジェクト『アイガク2019』（シアターKASSAI、3月19日〜27日）チームハイブリット アルバ 役-Wキャスト。
- FREE(S) プロデュース公演『心の虹』（中目黒 ウッディシアター、4月24日〜30日、全9公演）奈江 役。
- ソラリネ。#25『止むに止まれず！』（上野ストアハウス、6月5日〜10日）大竹有紀 役-Wキャスト。
- 『暗転エピローグ』（中目黒 キンケロシアター、8月15日〜18日、全7公演）尾崎紅子 役。

2020年
- 羽仁プロデュース『ハッピーハードラック』（上野ストアハウス、2月18日〜24日） 川村 役-Wキャスト。
- ぶたのちょきんばこ第一回公演『哀たくて』（テアトルBONBON、6月17日〜21日、全8公演）コロナ禍の影響で公演延期

2021年
- ぶたのちょきんばこ第一回公演『哀たくて』（テアトルBONBON、4月21日〜25日、全8公演）晴子 役。
- ぶたのちょきんばこ第二回公演『はんにん』（劇場HOPE、11月9日〜14日、全8公演）しんじん 役。
- 劇団空間演人 『Kiss Me You~がんばったシンプー達へ~ 』（Air studio、12月2日〜12日）木村幸子 役-Wキャスト。

2022年
- オフィスリコプロダクション公演『明日そこに花を挿そうよ』チー子 役-Wキャスト、コロナ禍の影響で公演延期。
- 『ヲタクに恋は難しい』（シアターサンモール、5月11日〜15日、全7公演）千葉 役。
- オフィスリコプロダクション公演『白い病』（シアター風姿花伝、6月18日〜19日、全4公演）元帥の娘アネット、新聞記者、娘、老婆 役など。
- ファーストピック主催『野に咲く花なら』（テアトルBONBON、7月27日〜31日、全8公演）主演　宮坂敬子 役。
- ぶたのちょきんばこ第三回公演『いつかの日まで』（ザ・ポケット、9月7日〜11日、全8公演）恵美奈 役。
- ファーストピック主催『野に咲く花なら』京都公演（京都市醍醐交流会館、11月8日、全2公演）主演　宮坂敬子 役。
- 劇団5454公演『ビギナー♀』（あうるすぽっと、11月9日〜13日、全9公演）藤原麻未 役。
- ミュージカル『クリスマスキャロル』（東京キネマ倶楽部、12月7日〜13日、全9公演）演出助手。

2023年
- 青春舞台『1518! イチゴーイチハチ!』2023（シアターサンモール、6月21日〜25日、全7公演）日野江碧、丸山幸の母親 役。
- ぶたのちょきんばこ第四回公演『風間四兄弟妹』（テアトルBONBON、9月27日〜10月1日、全8公演＋千穐楽イベント）歩美 役。
- SECOND HOUSE主催第二回公演『七つ鐘がなる前に』（シアターKASSAI、11月8日〜12日）ヒカリ 役-Wキャスト。
- ぶたのちょきんばこ番外公演『クリスマスの決断』（アルネ543、12月13日〜16日、全8公演）吉田志織 役。

2024年
- ファーストピック主催グリーンフェスタ参加作品　作・演出　渡辺正行『野に咲く花なら2024』（BOX in BOX THEATER、1月24日〜28日、全8公演）主演　宮坂敬子 役。
- 『トンカツロック』スアン、ラウンドガール 役出演。（2024年4月19日 - 26日、大阪松竹座 / 5月4日 - 19日、新橋演舞場 / 5月23日 - 27日、御園座 / 6月1日・2日、本多の森北電ホール
- ぶたのちょきんばこ番外公演『父とのこと』（エリア543、8月2日〜4日全4公演のうち、3日13時、18時の回の2公演）ゲスト枠 白ねこ 役出演。
- Office８次元 主催 鳴らして楽しむ ミュージカル『セロ弾きのゴーシュ』（大宮RaiBoC HaII 小ホール、8月17日、全2公演）楽団員 役出演。
- ぶたのちょきんばこ第五回公演『青は黄色で赤』（テアトルBONBON、10月9日〜13日、全8公演）小山穂華 役出演。
- 暴創族Exhibition Vol.1『路地裏物語』（シアターグリーン BOX in BOX THEATER、12月4日～8日、全8公演）飯館みち 役出演。

2025年
- 劇団暴創族 第17回公演『アウトサイド物語』 (劇場：大塚 萬劇場)、 4月23日(水)～4月27日(日　全８公演)　水宮友香理 (みずみやゆかり）、フロラン、アリスの長女 エレーヌ役　出演。
- 劇団5454(劇団ランドリー) 『カタロゴス』(劇場：下北沢シアター711)、5月27日(火)〜6月1日(日)出演。[3]

### TV出演
2015年
- 『シャキーン！』（NHK Eテレ、5月27日）
- 『シャキーン！』（NHK Eテレ、7月30日）

2016年
- ドラマ　『わたしを離さないで[4]』第4話、第6話（TBS）
- 『震災から5年・明日へコンサート』（NHK総合、會津風雅堂からの生中継、3月12日）よさこいリーム「郷人」メンバーとして出演。
- 『とと姉ちゃん』（NHK総合、6月4日）
- ドラマ　『吉祥寺だけが住みたい街ですか？』第9話「経堂」（TV東京、12月9日）ボーリング場の女性客 役

2017年
- 『LIFE!〜人生に捧げるコント〜』（NHK総合、3月2日）「宇宙人総理」「ムロ待ち」に出演
- ドラマ　『A LIFE〜愛しき人〜』第8話（TBS、3月5日）看護士 役
- ドラマ　『孤独のグルメ』Season6 第6話（2017年5月12日、テレビ東京、5月12日） - メロンパン屋女性客2 役
- ドラマ　『過保護のカホコ』第1話（日本テレビ、7月12日）ファミレス店員 役

2018年
- ドラマ　『西郷どん』（NHK総合）第10話〜　東雲 役
- ドラマ　『半分、青い。』第8話（NHK総合、4月10日）
- ドラマ　『透明なゆりかご』第3話（NHK総合、8月3日）看護師 役

2021年
- 『ポリス×戦士 ラブパトリーナ』第26話（テレビ東京、1月24日）アシスタント 役

### 映画出演
2017年
- ロマンポルノREBOOT 『アンチポルノ』（日活、1月28日公開）出演
- 『美しい星』（ギャガ、5月26日公開）出演

2018年
- 『来る』（東宝、12月7日公開）ムーダン 役

2019年
- CM　ソフトバンクモバイル TVCM「卒業編」桜色の和装をした女教師 役（3月8日公開）